# 杨贵妃 (唐太宗)
杨贵妃（?—?），唐太宗的妃嫔，生唐太宗第十三子赵王李福。生卒年不详（卒年至少晚于永徽六年）。墓葬不明。陪葬唐昭陵，墓葬尚未确定发掘。《旧唐书》和《新唐书》仅称杨氏为“杨妃”，具体徽号不明，但韦贵妃在唐太宗时代一直是贵妃，故“杨贵妃”的封号获封时间不明。唐太宗崩后，杨氏被尊为赵国太妃。
唐昭陵有《赵国杨太妃碑》，李俨撰、畅整书，立碑时间不明，记载于《京兆金石录》、《宝刻类编》，碑文已佚。《杨台墓志》载“又以姉在后庭，编名戚里。其年，以妃嫔之亲授尚食直长”，杨贵妃与杨台之姐、杨玄奖女、杨素孙女是否为同一人，无考。